# Береговая улица (Ижевск)
Берегова́я у́лица — улица в Октябрьском районе Ижевска. Проходит вдоль левого берега Ижевского пруда с запада на восток, от центрального городского пляжа до реки Подборенки. Нумерация домов ведётся с запада на восток, от пляжа. Все здания имеют нечётную нумерацию.
Улица целиком находится на территории жилого района Северо-Западный, в южной его части. Расположена между улицей 50 лет Пионерии и набережной Зодчего Дудина. Пересекает Песочную улицу. Имеет многоэтажную жилую застройку. На улице проживают около 1115 человек.

## История
Всего в истории Ижевска существовало несколько Береговых улиц. Самая первая образовалась при основании Ижевского завода в XVIII веке и проходила вдоль восточного берега заводского пруда и реки Иж. В современном Ижевске на её месте проходят две улицы: Свердлова и Милиционная.
Вторая по счёту Береговая улица образовалась вместе с историческим районом Колтома в XIX веке на правом берегу реки Подборенки. Как и соседние с ней Набережная и Средняя улицы, Береговая застраивалась деревянными домами ижевских рабочих. Издалека эти дома казались сплошной серой массой с редкими вкраплениями зелени деревьев.
В 1918 году повтор названий улиц был устранён: Береговая улица на восточном берегу пруда была переименована, а спустя ещё 2 года, разделена на две улицы, каждая из которых получила новое имя.
С 1960-х годов на Береговой улице Колтомы начался снос деревянного жилья. К концу XX века частные дома были полностью вытеснены многоэтажками.
В 1992 году в состав Октябрьского района города был включён посёлок Нагорный дом инвалидов Завьяловского района Удмуртии. В результате в Ижевске появилась ещё одна Береговая улица — в микрорайоне Нагорный. Образовавшийся повтор наименований улиц до сих пор не устранён.

## Примечательные здания и сооружения
По нечётной стороне:
- № 1 — семейный клуб «Дача»
- № 1а — автостоянка «Ветерок-1»
- № 1б — поисково-спасательная служба г. Ижевска
- № 3 — спортивный комплекс «Купол»
- № 11 — экономико-математический лицей № 29
- № 17 — кафе «17 фонарей»
- № 21 — автостоянка «Подборенка»

По чётной стороне:
По чётной стороне зданий нет.

## Транспорт
- к началу улицы — трамвай № , , , , автобус № 18, 29, 56, 78 (ост. Парк им. Кирова)
- к середине и концу улицы — трамвай № 1, 4, 7, 10, троллейбус № 6, 9, автобус № 18, 29, 36, 56, 78, 306, маршрутное такси № 52 (ост. Сельхозакадемия)